# 國立屏東女子高級中學
國立屏東女子高級中學（英語：National Pingtung Girls' Senior High School，PTGSH），簡稱屏東女中、屏女，位於台灣屏東縣屏東市，為屏東縣境內的一所公立女子高級中學，普通班、數理資優班和語文資優班只招收女生，音樂班則男女兼收。

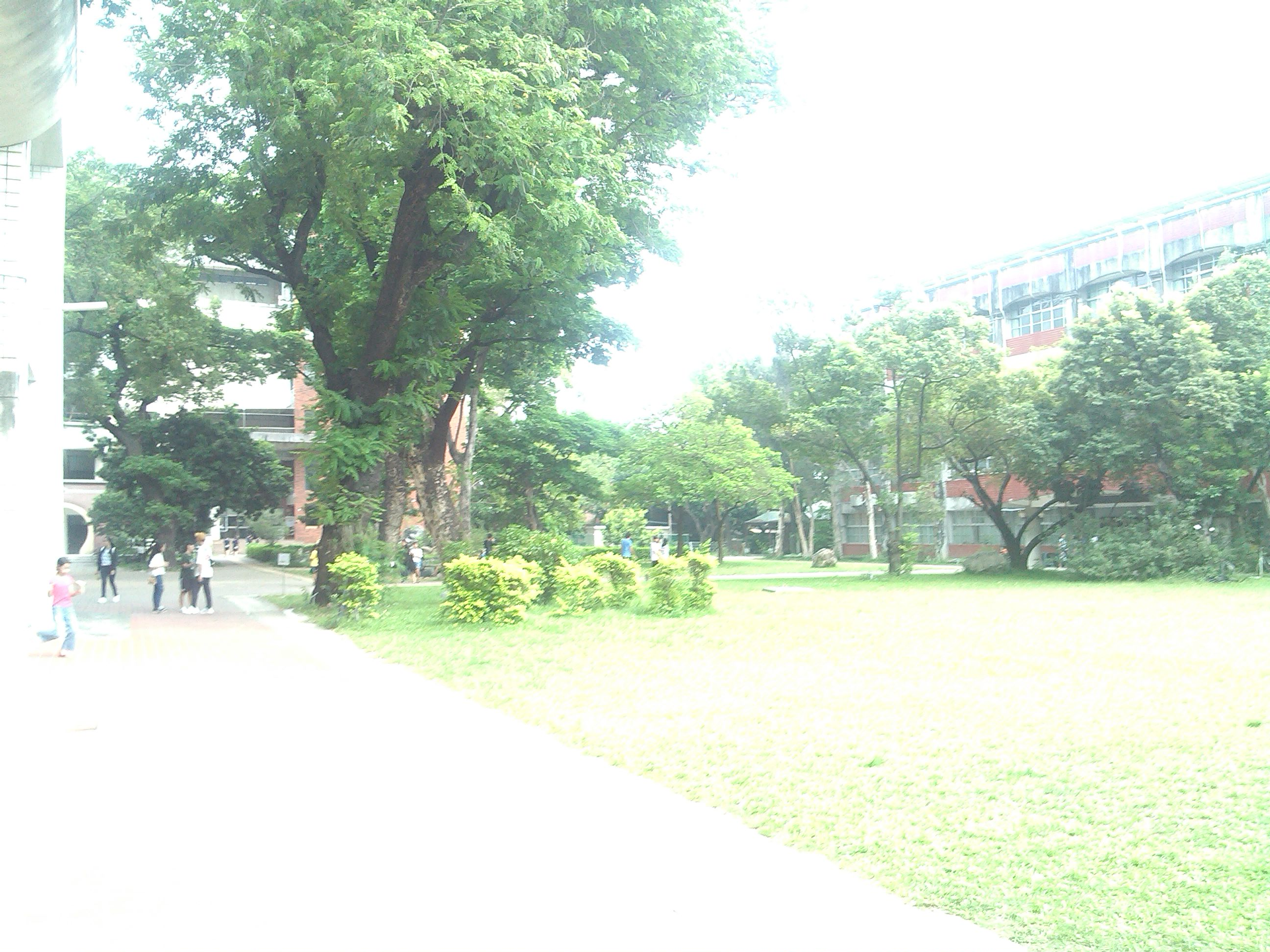
屏東市屏東女中行政大樓前

## 校史
- 1932年（昭和7年），4月創設高雄州立屏東第一高等女學校[1]。
- 1945年（民國34年），10月，臺灣省行政長官公署教育處派李志傳先生接收，擔任首任校長。
- 1946年，6月，更改校名為台灣省立屏東女子中學。
- 1955年，增設分部於萬巒鄉，旋遷至竹田鄉西勢。
- 1966年，分部獨立為「屏東縣立竹田初級國民中學」，即現今屏東縣立竹田國民中學。
- 1968年，奉令停招初中，專辦高中。
- 1970年，9月奉令更名為台灣省立屏東女子高級中學。
- 1993年，增設音樂班，男女兼收。
- 2000年，2月更名為國立屏東女子高級中學。
- 2003年，成立數理班。
- 2005年，成立語文班。

## 歷屆校長

### 日治時代
| 任次   | 校長       | 任期時間       | 備註 |
| ------ | ---------- | -------------- | ---- |
| 第一任 | 大森丈之助 | 1932年－1937年 |      |
| 第二任 | 坂上一郎   | 1937年－1940年 |      |
| 第三任 | 高丸靈教   | 1940年－？     |      |

### 民國時代
| 任次     | 校長   | 任期時間              | 備註  |
| -------- | ------ | --------------------- | ----- |
| 第一任   | 李志傳 | 1945年11月－1949年7月 |       |
| 第二任   | 洪樵榕 | 1949年8月－1951年7月  |       |
| 第三任   | 劉快治 | 1951年8月－1967年7月  |       |
| 第四任   | 羅德馨 | 1967年8月－1986年2月  |       |
| 第五任   | 葉麗君 | 1986年2月－1991年7月  |       |
| 第六任   | 林蓮珠 | 1991年8月－1993年7月  |       |
| 第七任   | 蕭惠蘭 | 1993年8月－2000年7月  |       |
|          | 吳美華 | 2000年8月－2001年2月  | 代 理 |
| 第八任   | 林秀琴 | 2001年2月－2009年7月  |       |
| 第九任   | 黃再鴻 | 2009年8月－2016年7月  |       |
| 第十任   | 林勳棟 | 2016年8月－2020年2月  |       |
|          | 詹莉莉 | 2020年2月－2020年7月  | 代 理 |
| 第十一任 | 楊榮豐 | 2020年8月－           |       |
|          |        |                       |       |

## 外部連結
- 國立屏東女中（页面存档备份，存于）（繁體中文）
- 國立屏東女中臉書（繁體中文）